# The Bourne (The Cut)
Der The Bourne ist ein Wasserlauf in Berkshire, England. Er entsteht als Chawridge Bourne als Abfluss des Tow’s Bourne am nordöstlichen Rand von Maidens Green. Er fließt in nördlicher Richtung bis zu seiner Mündung in den The Cut an der Anschlussstelle 8/9 des M4 motorway nördlich von Holyport.